# Helkeguren
Helkeguren es un despoblado que actualmente forma parte de los concejos de Heredia, del municipio de Barrundia, y Zuazo de San Millán del municipio de San Millán, de la provincia de Álava, País Vasco (España).

## Toponimia
A lo largo de los siglos ha sido conocido también con los nombres de Helegaguren y Elqueguren.

## Historia
Documentado desde 1025 (Reja de San Millán), se desconoce cuándo se despobló.